# Lina Esco
Lina Esco (Miami, 14 maggio 1985) è un'attrice e regista statunitense.
È conosciuta principalmente per il ruolo di Christina 'Chris' Alonso nella serie televisiva S.W.A.T.

## Biografia
Nata a Miami, fa il suo debutto televisivo nella serie CSI: NY, nel 2006. Nel 2012 recita nel film LOL - Pazza del mio migliore amico.
Dal 2017 al 2022 assume il ruolo principale dell'agente Christina Alonso nella serie S.W.A.T..
Nel 2014 dirige il suo primo film, Free the Nipple.

## Vita privata
Ha origini colombiane.
Nel 2017 accusa il produttore Harvey Weinstein di molestie sessuali.

## Filmografia

### Cinema
- London, regia di Hunter Richards (2005)
- LOL - Pazza del mio migliore amico (LOL), regia di Lisa Azuelos (2012)
- Free the Nipple, regia di Lina Esco (2014)

#### Televisione
- CSI: NY - serie TV, episodio 2x18 (2006)
- I signori del rum (Cane) - serie TV, 13 episodi (2007)
- Drop Dead Diva - serie TV, episodio 1x13 (2009)
- CSI - Scena del crimine (CSI: Crime Scene Investigation) - serie TV, episodio 10x06 (2011)
- Flaked - serie TV, 7 episodi (2016)
- Kingdom - serie TV, 8 episodi (2016)
- S.W.A.T - serie TV, 106 episodi (2017-2022) - Christina Alonso

### Regista
- Free the Nipple (2014)

## Doppiatrici italiane
Nelle versioni in italiano delle opere in cui ha recitato, Lina Esco è stata doppiata da:
- Domitilla D'Amico in CSI: NY
- Letizia Scifoni ne I signori del rum
- Letizia Ciampa in LOL - Pazza del mio migliore amico
- Ughetta D'Onorascenzo in Flaked
- Benedetta Ponticelli in S.W.A.T.